# Massaker von Hula (Syrien)
Das Massaker von Hula ereignete sich am 25. und in den Morgenstunden des 26. Mai 2012 in der zur syrischen Gemeinde Hula (auch Haula oder al-Hula, arabisch الحولة) gehörenden Siedlung Taldau (auch Taldou, arabisch تلدو). Nach bisherigen Berichten gab es dabei 108 Tote, davon 49 Kinder, 34 Frauen und 25 Männer sowie über 300 Verletzte. Die große Mehrheit der Getöteten wurde aus kürzester Entfernung in ihren Wohnungen erschossen, nur wenige der Opfer kamen in Gefechten oder durch Granatbeschuss ums Leben. Das Massaker steht vor dem Hintergrund des Aufstands in Syrien und wird vorrangig Angehörigen der regierungstreuen Schabiha-Milizen angelastet.
Die syrische Regierung machte aufständische Kämpfer für das Massaker verantwortlich und wies jede eigene Verantwortung zurück. Der UN-Menschenrechtsrat trat wegen des Massakers zu einer Sondersitzung zusammen, verurteilte Haltung und Vorgehen Syriens und forderte die Verfolgung der Täter durch den Internationalen Strafgerichtshof. Parallel dazu kam es zur verstärkten internationalen Isolierung der Regierung von Präsident Baschar al-Assad, was sich unter anderem in der Ausweisung syrischer Diplomaten durch die USA, Großbritannien, Frankreich, Japan, Türkei, Deutschland, die Schweiz und weitere Staaten äußerte.
In ihrem am 15. August 2012 veröffentlichten Bericht erklärte die vom UN-Menschenrechtsrat eingesetzte Syrien-Untersuchungskommission, dass Truppen der Regierung sowie mit ihr verbündete Schabiha-Milizen für die Tötungen in Hula verantwortlich seien. Die Kommission stützte sich auf Analysen der Zugangswege zu den Tatorten, der Loyalitäten der Opfer, der Sicherheitslage in dem Gebiet zum Tatzeitpunkt einschließlich der Position eines Kontrollpunktes der Regierungstruppen, sowie der Auswertung von Aussagen von Überlebenden und Augenzeugen, und berücksichtigte dabei die im offiziellen Bericht der syrischen Regierung gemachten Angaben. In einem vorläufigen, am 26. Juni veröffentlichten Bericht hatte die Kommission unter Vorsitz des brasilianischen Menschenrechtsexperten Paulo Sérgio Pinheiro noch keine Gewissheit ausgedrückt, aufgrund der ihr damals vorliegenden Erkenntnisse aber bereits signalisiert, eine Verantwortung regierungstreuer Kräfte für wahrscheinlich zu halten. Regierungstreue Kräfte hätten von ihren Positionen nicht nur den leichteren Zugang zu den konkreten Tatorten gehabt, sondern die Tötungen wiesen auch Ähnlichkeiten zu anderen untersuchten Vorfällen der Vergangenheit auf, für die die Verantwortung der Regierung (teilweise im selben Bericht) dokumentiert sei.

## Hintergrund

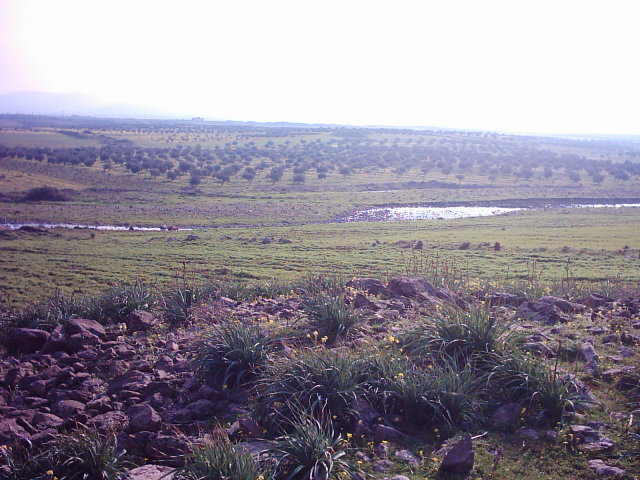
Olivenanbau in der Ebene von Hula

Die Gemeinde Hula ist eine Gruppe von mehreren in einer fruchtbaren Ebene gelegenen Siedlungen im syrischen Gouvernement Homs, etwa 25 km nordwestlich der Stadt Homs.
Die Bewohner der einzelnen Dörfer in Hula sind teils Sunniten, teils Alawiten und teils Schiiten. Dabei neigen die Alawiten eher zur Unterstützung der Assad-Regierung, da Assad selbst Alawit ist, ebenso die Schiiten, die sich besonders dem Iran verbunden fühlen, der wiederum Assad unterstützt. Taldau, der Schauplatz des Massakers, ist eine vorwiegend sunnitische Siedlung.
Taldau ist ein etwa 5 km südöstlich des Kafr Laha genannten Hauptortes der Gemeinde an der Straße nach Homs gelegener Ort mit etwas über 15.000 Einwohnern. Nachdem das nahegelegene Homs zu einer Hochburg der Aufständischen geworden war und eine Einheit der Freien Syrischen Armee im Ort Stellung bezogen hatte, begannen die Einwohner, die Rebellion gegen die syrische Regierung zu unterstützen, obwohl die Ausfallstraßen durch Checkpoints der syrischen Armee kontrolliert wurden.

## Verlauf
Nach Berichten von Aktivisten aus Hula soll im Anschluss an das Freitagsgebet am 25. Mai 2012 eine Demonstration stattgefunden haben und Regierungskräfte hätten auf die Demonstranten gefeuert, unter denen es zu mehreren Todesopfern gekommen sei. Um diese zu rächen, hätten die im Dorf befindlichen Kämpfer der Freien Syrischen Armee (FSA) die Checkpoints der Regierungskräfte in der Umgebung angegriffen, dann aber zurückweichen müssen und sich schließlich aus dem Dorf zurückgezogen. Anschließend wurden Wohnviertel in Hula mit schweren Waffen (Mörsern und Panzerkanonen) beschossen, wodurch es zu zahlreichen Opfern unter der Zivilbevölkerung kam.
Nach Aussage von Abu Dschaafar, einem Aktivisten in Hula, setzte der Beschuss direkt nach dem Mittagsgebet am Freitag ein: „Wir haben gebetet und wollten im Anschluss protestieren, wie jeden Freitag. Dann begann die Armee, unsere Siedlungen zu bombardieren.“ Berichten zufolge soll sich die Freie Syrische Armee aus dem Ort zurückgezogen haben, um die umliegenden Checkpoints anzugreifen.
Fast zwölf Stunden lang hätten die Sicherheitskräfte nahezu ununterbrochen auf die Häuser gefeuert. In der Nacht sollen regierungstreue Milizionäre aus den alawitischen Dörfern gekommen sein. Berichten zufolge drangen sie in die Häuser ein und löschten ganze Familien aus. Männer, Frauen und Kinder sollen mit Kopfschuss oder Messerstichen hingerichtet worden sein.
Nach den Informationen der Frankfurter Allgemeinen Zeitung haben „mehr als 700 Bewaffnete unter Führung von Abdurrazzaq Tlass und Yahya Yusuf in drei Gruppen, die aus Rastan, Kafr Laha und Akraba kamen, drei Straßenkontrollen der Armee um Taldou“ angegriffen. Während der heftigen Gefechte mit den zahlenmäßig unterlegenen sunnitischen Soldaten löschten „Rebellen, von Einwohnern aus Taldou unterstützt, die Familien Sajjid und Abdarrazzaq aus“. Als Motiv wird angegeben, dass jene Familien sich geweigert hätten, sich der Opposition anzuschließen. Die Opfer seien fast ausschließlich Angehörige der als regierungstreu geltenden alawitischen Minderheit gewesen. Diesen Berichten widerspricht der Spiegel, dessen Reporter vor Ort vom Eindringen der Assad-Truppen nach Hula erzählt wurde. In Hula leben nach diesen Angaben nur Sunniten und keine regierungstreuen Alawiten.
Ein in der Nähe stationiertes UNO-Beobachterteam von UNSMIS kam am folgenden Samstagmorgen nach Taldau, wo sie in einer Moschee die Leichen von 85 Getöteten fanden, darunter 34 Kinder und 7 Frauen. Eine oberflächliche Untersuchung der Leichen zeigte Wunden, wie sie für Shotguns bzw. Artilleriefeuer typisch sind. Weitere Leichen sollten sich nach Auskunft der Einheimischen in einer anderen Moschee befinden, diese konnte aber aus Sicherheitsgründen nicht aufgesucht werden. In Taldau fanden die Beobachter Munitionshülsen von Panzergranaten und Artilleriegeschossen sowie frische Spuren von Panzerfahrzeugen. Zahlreiche Gebäude waren durch den Beschuss schwerer Waffen zerstört. Später am Tag sahen die Beobachter in einer anderen Moschee drei weitere Leichen mit Schussverletzungen und vier Leichen mit schweren Gesichtsverletzungen. Weitere 6 bis 8 Leichen mit Spuren massiver Misshandlungen wurden bei einem Checkpoint vorgefunden. Außerdem sahen die Beobachter die Vorbereitungen zur Bestattung der Opfer in einem Massengrab. Satellitenbilder vom vermutlichen Ort dieses Massengrabes sowie von Gebäudeschäden in Taldau wurden inzwischen von der US-Regierung und der Huffington Post veröffentlicht.
Die UNO-Beobachter sprachen mit Einwohnern sowie örtlichen Vertretern der Freien Syrischen Armee und des Lokalen Koordinationskomitees (LCC), und sie befragten Augenzeugen. Nach deren Aussage wären aus einem Nachbardorf kommende Angehörige der regierungstreuen Schabiha-Miliz in das Dorf eingedrungen und hätten die Einwohner ermordet. Später stieg die Zahl der aufgefundenen Opfer auf 108 Tote, darunter 49 Kinder, 34 Frauen und 25 Männer, außerdem gab es über 300 Verletzte. Von den Opfern sei die Mehrzahl Zivilisten, die durch Gewehrschüsse in ihren Häusern exekutiert worden seien. Weniger als 20 der Toten seien durch Artillerie- oder Panzerbeschuss getötet worden, sagte der Sprecher des UN-Hochkommissariats für Menschenrechte, Rupert Colville, in Genf. „Der Großteil der Opfer“ sei in „Sammelhinrichtungen“ getötet worden, die nach Aussage der Einwohner von der Schabiha-Miliz begangen worden seien.
Als wichtiger Augenzeuge, dessen Darstellung der Morde in Taldau mit denen der Bewohner übereinstimmt, gilt der von der britischen Tageszeitung The Guardian als ehemaliger Major der syrischen Luftwaffe bezeichnete Dschihad Raslan, der am auf die Vorgänge folgenden Samstag desertierte und nicht an seinen Stützpunkt in Tartous zurückkehrte. Laut seinen Angaben hatte er sich auf Heimaturlaub in seinem nur 300 Meter vom Ort des Massakers entfernten Haus aufgehalten. Er habe mehrere hundert, klar als Angehörige der Schabiha-Miliz zu erkennende bewaffnete Männer gesehen, die im Anschluss an Raketenbeschuss am frühen Nachmittag in das Dorf Taldau eingedrungen seien und dort rund 15 Minuten lang gemordet hätten. Er habe viele der Opfer persönlich gekannt. Ruslan bezeichnete die Morde als klares Verbrechen der syrischen Regierung.
Die syrische Regierung bestritt, für das Massaker verantwortlich zu sein. Da im Dorf aber Munitionshülsen von Panzern und Artillerie gefunden wurden und die Rebellen nicht über solche Waffen verfügen, fand die Behauptung, Al-Qaida-Terroristen seien für die Toten von Hula verantwortlich, international nur wenig Glauben.
Laut Angaben von Bewohnern von Hula hätten sich die UNSMIS-Beobachter geweigert, zu Hilfe zu kommen, als das Massaker begann. „Wir haben die Beobachter während des Massakers angerufen“, sagt Abu Emad, ein Aktivist aus der Stadt Homs, wenige Kilometer entfernt von Hula. „Sie haben sich geweigert zu kommen und das Morden zu stoppen. Verdammt seien die Beobachter, verdammt sei die ganze Mission.“
Am Wochenende nach dem Massaker kam es daher in der nördlichen Provinz Idlib zu Demonstrationen gegen die UNO, bei denen UNO-Flaggen und Fotos von Kofi Annan in Flammen aufgingen. Zu einem Eingreifen, wie es von den UNO-Beobachtern offenbar erwartet wurde, fehlt diesen das Mandat. Außerdem können sie sich nicht frei im Land bewegen, sondern müssen sich an Vorgaben der syrischen Armee halten.
Als Folge des Massakers flüchteten nach Informationen des Internationalen Komitees vom Roten Kreuz Tausende von Einwohnern aus den angegriffenen Siedlungen. Allein etwa 5000 würden im etwa 5 km entfernten Burdsch al-Kai notdürftig versorgt.
In den auf das Massaker folgenden Tagen erschien zunehmend Bild- und Videomaterial von den Folgen des Massakers, insbesondere vom Eintreffen der UNO-Beobachter in Hula und von der Bestattung der Opfer, auf Internetplattformen wie YouTube und Flickr, darunter auch sehr verstörende Bilder der verstümmelten Leichname von Kindern, Frauen und Männern. Teilweise illustrieren diese Aufnahmen die im Brief Ban Ki-moons wiedergegebene Aussage der UNO-Beobachter, dass einige der vorgefundenen Verletzungen „konsistent mit Artilleriefeuer“ seien.

## Reaktionen

### Syrien

#### Syrische Regierung
In einer Erklärung im Anschluss an die Sitzung des UN-Sicherheitsrates betonte der syrische UN-Botschafter Beschar Dschafari am 27. Mai die Wichtigkeit des Verständnisses der Hintergründe und aller Geschehnisse, um die Verbrechen einordnen zu können.
Seiner Darstellung nach: 

„… fuhren nach dem Freitagsgebet 200 bis 300 mit Panzerabwehrraketen, Granatwerfern und Maschinengewehren bewaffnete Kämpfer auf Pick-ups aus verschiedenen Richtungen zu einem Sammelpunkt in Hula, wo sie zwischen 2 Uhr nachmittags und 11 Uhr nachts die Sicherheitskräfte angriffen. […] Wir sprechen nicht über einen halbstündigen Angriff, sondern über eine zielgerichtete und geplante Operation. Nach dem Angriff auf die Sicherheitskräfte und das Militär haben die Kämpfer mit dem Töten von Zivilisten begonnen und sind dann zu einem anderen Dorf gefahren, wo sie das staatliche Krankenhaus, Wohnhäuser und die Ernte der Bauern in Brand steckten und dann Dutzende unschuldiger Zivilisten in einem anderen Dorf bei Hula (al-Shumariyeh) ermordeten. Es geht also nicht um einen einzelnen Vorfall, sondern um eine ganze Serie von Operationen, die in den kleinen Dörfern der Region stattfanden.“

 Über die Identität dieser „Kämpfer“ stellte er keine Vermutungen an. Als Alternative zu plötzlich zwischen den Fronten von syrischer Armee und FSA auftauchenden Al-Qaida-Kämpfern werden in der Blogosphäre inzwischen aus dem Nordlibanon operierende CIA- bzw. NATO-„Todesschwadronen“ gehandelt, Vermutungen, die beispielsweise von dem auf Verschwörungstheorien spezialisierten amerikanischen Historiker Webster Tarpley unterstützt werden.
Dschafari sagte weiter, die syrische Regierung habe eine Untersuchungskommission gebildet, die diejenigen ausfindig machen solle, die diese abscheulichen Massaker begangen hätten, sie vor Gericht stellen und entsprechend den Gesetzen Syriens bestrafen. Außerdem verwahrte er sich gegen jegliche Einmischung in die inneren Angelegenheiten Syriens und bemerkte in diesem Zusammenhang: „Niemand kann gleichzeitig Brandstifter und Feuerwehrmann sein wollen, was bedauerlicherweise für viele Mitglieder des Sicherheitsrates zutrifft.“
In einem vorläufigen Untersuchungsbericht macht die syrische Regierung rund 800 aufständische Kämpfer für das Massaker verantwortlich und gibt an, dass sich die Armee nicht in dem Bereich befand, wo das Massaker verübt wurde. Alle Opfer haben angeblich zu Familien gehört, die sich nicht am Aufstand beteiligten; das Massaker habe zunächst aus Rache Verwandten eines Parlamentsmitgliedes gegolten, sich dann jedoch auf weitere Familien ausgedehnt. Die Untersuchungen des Massakers würden durch die Anwesenheit von Bewaffneten erschwert. US-Botschafterin bei den Vereinten Nationen Susan Rice bezeichnete den Untersuchungsbericht als Lüge. Es gäbe für diese Darstellung keine Beweise. Die Syrien-Untersuchungskommission des UN-Menschenrechtsrates stellte in ihrem Zwischenbericht vom 26. Juni auf Grundlage des ihr von der Regierung übergebenen vorläufigen Berichts fest, dass die syrische Untersuchung in Bezug auf notwendige Unabhängigkeit, Gründlichkeit und Unparteilichkeit international festgelegte Mindeststandards nicht erfüllte.

#### Freie Syrische Armee
Über die Darstellung der Freien Syrischen Armee ist wenig bekannt. Einer ihrer Sprecher erklärte jedoch den UN-Friedensplan in einer von CNN am 27. Mai 2012 ausgestrahlten Fernsehsendung für „tot“ und forderte die Kämpfer der FSA auf, sich für das Massaker zu „rächen“.

### Internationale Reaktionen
Der UN-Sicherheitsrat verurteilte am 27. Mai, nachdem er sich von Generalmajor Robert Mood, dem Leiter von UNSMIS, über die Beobachtungen in Hula hatte unterrichten lassen, einstimmig das Massaker. Ein Schuldiger für das Massaker wurde nicht benannt. Der Gebrauch schwerer Waffen in Wohnvierteln wurde als eine Verletzung des Friedensplans der Vereinten Nationen bezeichnet und scharf verurteilt:

„Die Mitglieder des Sicherheitsrates verurteilen auf das Allerschärfste die von Beobachtern der Vereinten Nationen bestätigten Tötungen von Dutzenden von Männern, Frauen und Kindern und die Verwundung von Hunderten weiterer in dem Dorf El-Houleh nahe Homs durch Angriffe, bei denen durch Regierungsartillerie und -panzer Wohnbezirke mehrfach beschossen wurden. Die Mitglieder des Sicherheitsrates verurteilen ebenso die Tötung von Zivilisten durch Schüsse aus kurzer Distanz und schwere Misshandlungen. […] Solch empörender Einsatz von Gewalt gegen die Zivilbevölkerung konstituiert eine Verletzung des Völkerrechts und einen Bruch der Verpflichtungen gemäß den Resolutionen 2042 (2012) und 2043 (2012) des Sicherheitsrates der Vereinten Nationen, zu denen die syrische Regierung sich bekannt hat.“

Am 1. Juni 2012 fand eine Sondersitzung des UN-Menschenrechtsrats in Genf statt, nachdem 21 der 47 Mitglieder eine solche beantragt hatten. In einer Entschließung wurde eine Untersuchung des Massakers und eine Verfolgung der Täter, vorzugsweise durch den Internationalen Strafgerichtshof in Den Haag gefordert. Das Verhalten Syriens wurde verurteilt und die konsequente Einhaltung des UN-Friedensplans gefordert, insbesondere betreffend den Gebrauch schwerer Waffen in Wohngebieten. In ihrer Verlautbarung wies UNHCR Navanethem Pillay ausdrücklich darauf hin, dass „jene, die Angriffe auf Zivilisten befehlen, unterstützen oder zu verhindern versäumen, strafrechtlich als Einzelpersonen verantwortlich gemacht werden können“. Die Resolution wurde mit 41:3 Stimmen bei zwei Enthaltungen angenommen. Gegen die Resolution stimmten Russland, China und Kuba.
Als Reaktion auf das Massaker wiesen am 29. Mai Australien, Bulgarien, Deutschland, Frankreich, Großbritannien, Italien, Kanada, die Niederlande, die Schweiz, Spanien und die Vereinigten Staaten in einer abgestimmten Aktion die syrischen Botschafter aus. Am 30. Mai folgten auch die Türkei und Japan.
Reaktionen einzelner Staaten:
- Deutschland: Der deutsche Außenminister Guido Westerwelle verurteilte das Vorgehen der syrischen Armee scharf und machte Präsident Assad für das Massaker verantwortlich: „Wer unter Missachtung von Resolutionen des Sicherheitsrats schwere Waffen gegen das eigene Volk einsetzt, muss mit ernsten diplomatischen und politischen Konsequenzen rechnen. […] Er muss den Weg für einen friedlichen Wandel in Syrien freimachen.“[36] Nach Angaben der Berliner Zeitung vom 9. Juni soll die Bundesregierung allerdings nicht eindeutig von der Schuld der Assad-Regierung überzeugt sein.[37]
- Österreich: In Österreich wurde der syrische Botschafter einbestellt. Von einer Ausweisung wurde abgesehen, da er auch Funktionen als Vertreter Syriens bei den in Wien befindlichen UN-Organisationen habe.[34]
- Schweiz: Die für die Schweiz akkreditierte Botschafterin Syriens mit Sitz in Paris wurde von der EDA per diplomatischer Note an Syrien zur persona non grata erklärt. Begründet wurde der Schritt damit, dass Syrien systematisch gegen Resolutionen der UN verstieße.[34]
- Frankreich: Der französische Präsident François Hollande schloss am 29. Mai in einem Fernsehinterview von France 2 ein militärisches Eingreifen nicht mehr aus. Voraussetzung sei, Russland und China von einem derartigen Schritt zu überzeugen, wobei eine Lösung „nicht zwangsläufig militärisch“ sein müsse.[35]
- Vereinigte Staaten: Die amerikanische Außenministerin Clinton verurteilte das Massaker auf das Allerschärfste und forderte eine Verstärkung des internationalen Drucks auf „Assad und seine Spießgesellen, deren auf Mord und Furcht gestützte Herrschaft ein Ende finden muss“.[38] Der syrische Geschäftsträger in Washington wurde am 29. Mai 2012 ausgewiesen.[39] Die Darstellung Assads wurde von Jay Carney, dem Sprecher Präsident Obamas, ausdrücklich als „Lüge“ bezeichnet.[40]
- Türkei: In einer Stellungnahme bezeichnete das türkische Außenministerium das Massaker als ein „Verbrechen gegen die Menschlichkeit“.[41]
- Israel: Laut einer Pressemitteilung der israelischen Regierung vom 27. Mai zeigte sich Ministerpräsident Benjamin Netanjahu „angewidert“ von dem durch die Armee von Präsident Baschar al-Assad verübten „fortgesetzten Massaker an unschuldigen Zivilisten“, wobei er auch betonte, dass Iran und Hisbollah ein „untrennbarer Teil der syrischen Scheußlichkeiten“ seien und die Welt gegen diese vorgehen müsse.[42] Der Verteidigungsminister Ehud Barak begrüßte die Ausweisung der Botschafter und forderte gleichzeitig härtere Maßnahmen gegen Syrien, denn er „denke nicht, dass Assad über diese Ausweisungen auch nur eine Stunde Schlaf verloren hat.“[43]
- Iran: Der iranische Präsident Mahmud Ahmadinedschad verurteilte die Morde und forderte eine Bestrafung der Täter auch dann, wenn sich die Regierung als verantwortlich erweisen sollte. Er wisse allerdings nicht, wer verantwortlich sei, jedoch sei zu bedenken: „Es würde der Regierung keinerlei Nutzen bringen. Warum sollte diese Regierung ihre Leute töten, wenn es ihr doch nur Negativität bringen würde? Daher müssen wir Licht in die Sache bringen. Ich schließe niemanden aus.“[44]